# Krithidae
Krithidae é uma família de ostracodes pertencentes à ordem Podocopida.

## Géneros
Géneros (lista incompleta):
- Austrokrithe Hartmann, 1994
- Dentokrithe Khosla & Haskins, 1980
- Eukrithe Shornikov, 1975
- Krithe Brady, Crosskey and Robertson, 1874
- Parakrithe Van den Bold, 1958
- Parakrithella Hanai, 1959
- Pseudoparakrithella Purper, 1979
- †Pseudopsammocythere Carbonnel, 1966
- †Thracella Soenmez, 1963
- †Turmaekrithe Pietrzeniuk, 1969